# Ecologia espacial
A ecologia espacial está centrada em como arranjos espaciais específicos de organismos, populações e paisagens influenciam nas dinâmicas ecológicas, em mais detalhes, analisa os efeitos do espaço na dinâmica de espécies individuais e na estrutura, diversidade e estabilidade de comunidades ou de metapopulações.  Faz uma análise em conjunto da ecologia da paisagem, da ecologia do movimento e do uso do espaço.
Os ecólogos montam seus estudos baseados em suas questões de pesquisa a escala espacial e temporal de seus estudos e a acessibilidade de suas ferramentas de pesquisa. Uma análise de distribuição de uma espécie baseada exclusivamente em seu local obtém resultados muito diferentes de uma análise de distribuição baseada em todo o continente que esta habita.

## História

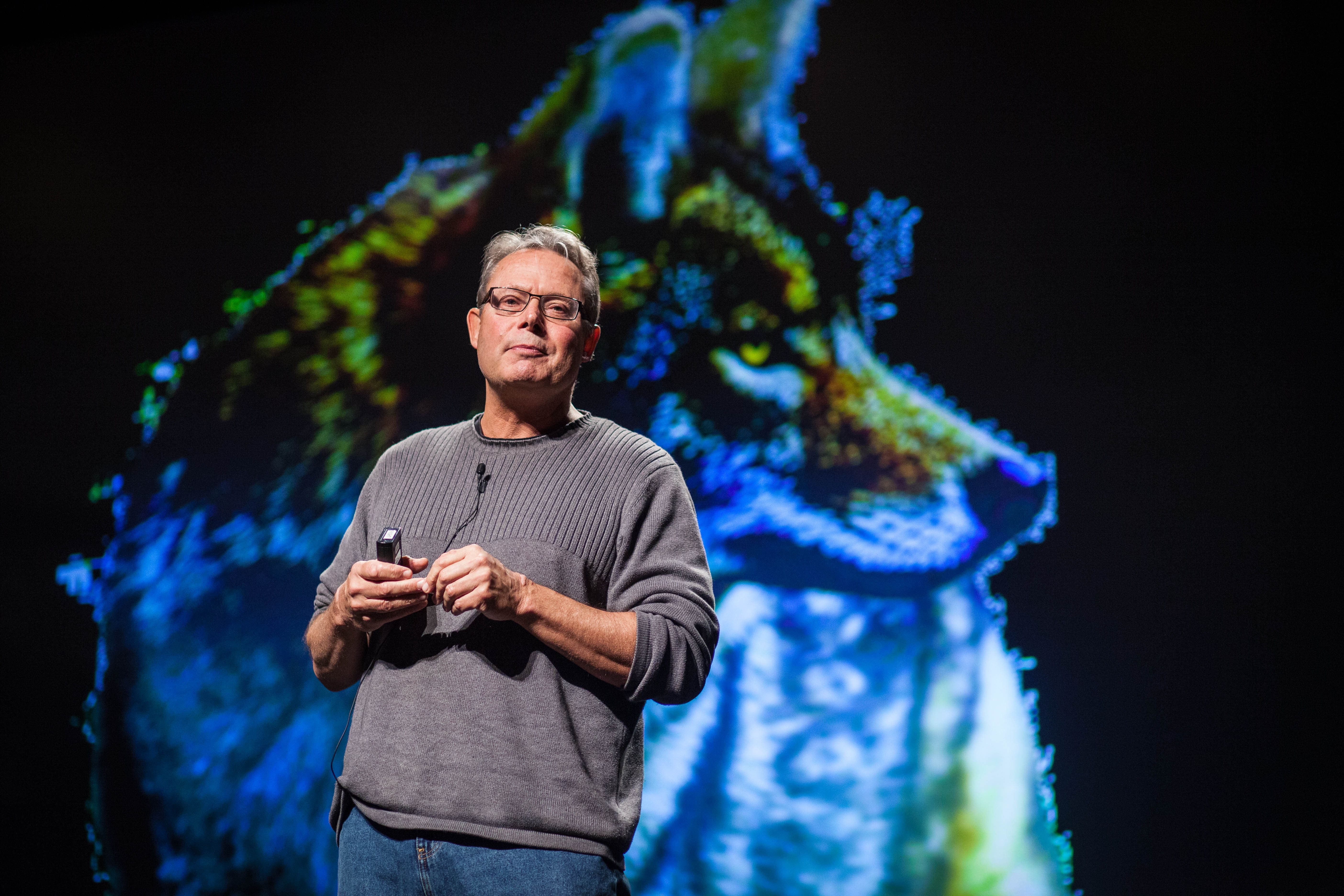
Peter Kareiva é o ecólogo estadunidense que primeiro usou o termo ecologia espacial.

O termo ecologia espacial foi usado pela primeira vez em 1994 por Peter Kareiva em seu artigo Space: the final frontier for Ecological Theory   em que ele cita opiniões de diversos outros pesquisadores sobre a contribuição da análise do espaço para a coexistência e riqueza de espécies, na competição por recursos e em modelos de dispersão, em modelos de reação-difusão e em competição entre mesma espécie. O próprio Kareiva cita que, nesta época, ainda não existiam múltiplas investigações experimentais para testar esse modelo e poder mensurar o alcance da análise do espaço nos modelos citados acima.
A maioria dos estudos matemáticos do século XIX considerava que a distribuição de organismos vivos em seu habitat era uniforme. Mais para o final do século, os ecólogos começaram a entender o grau em que esses organismos respondem aos padrões espaciais em seu ambiente. Devido ao rápido avanço em tecnologia computacional no mesmo período, mais avançados ficaram os métodos de estatística e análise de dados. Além disso, o uso de imagens de sensoriamento remoto e sistemas de informação geográficas, em uma área específica levou a uma análise aumentada de padrões espaciais ao longo do tempo. Essas tecnologias também aumentaram a habilidade de determinar como a ação antrópica e as mudanças climáticas têm impactado o habitat de diferentes espécies. O mundo natural se tornou extremamente fragmentado devido à atividade humana. A mudança antropogênica na paisagem causou um efeito cascata nas populações de animais de vida livre, agora mais propensos a terem pequeno porte, distribuição restrita e a estarem gradualmente isolados uns dos outros. Em parte, como uma reação a esse conhecimento, em parte devido ao crescente desenvolvimento teórico, os ecólogos começaram a evidenciar a importância de um contexto espacial na pesquisa. A ecologia espacial surgiu desse movimento em direção à contabilidade espacial; "a introdução progressiva da variação espacial e sua complexidade na análise ecológica, incluindo as mudanças nos padrões espaciais ao longo do tempo".

## Conceitos

### Escala

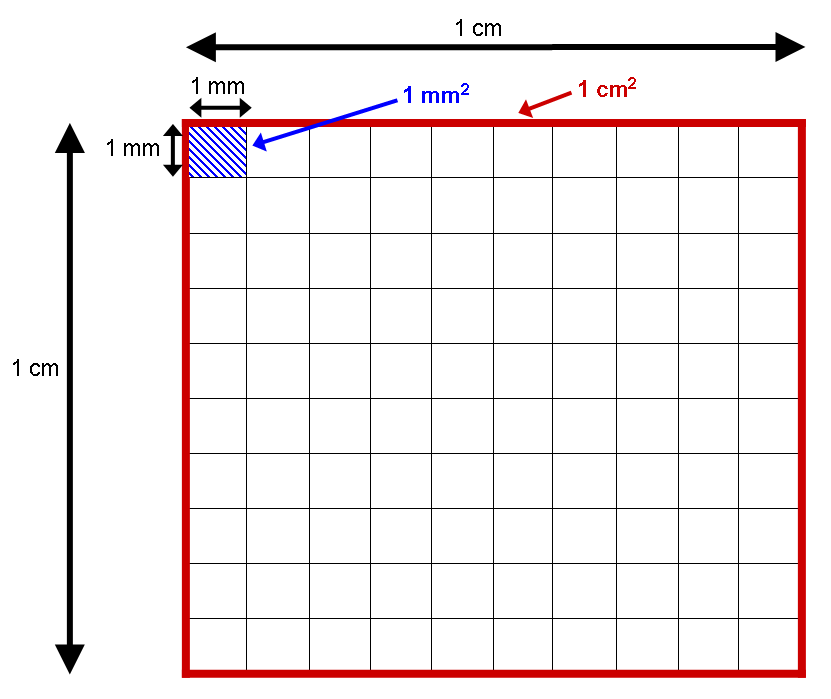
A área total delimitada (em vermelho) corresponderia à extensão, enquanto a área hachurada (em azul) seria o grão.

Em ecologia, o conceito de escala extrapola o conceito comum de sistema utilizado para a medição e comparação de objetos , é a dimensão temporal e espacial na qual os fenômenos são observados no campo e em modelos. É por meio da delimitação de uma área e de um intervalo de tempo que são feitas as observações e os resultados dos modelos são obtidos e analisados. A escala tem dois componentes básicos: o grão e a extensão. O grão (também chamado de grain) é a menor área ou período temporal considerado na observação. Em termos práticos, é a área da parcela em campo, o tamanho do pixel nas imagens de satélite e do polígono nos vetores SIG. Desse modo, grãos menores aumentam a resolução, em contrapartida requerem mais unidades e tendem a aumentar o número de variáveis medidas. A extensão é o tamanho da área de estudo, o escopo de observação. A granulação e a extensão estão correlacionadas e determinam a escala de investigação ao determinar os limites de resolução. Da mesma forma, a qualidade dos dados e o fenômeno ecológico observado vão influenciar diretamente na escala. Os estudos ecológicos não precisam necessariamente estar limitados a uma escala. É possível examinar o mesmo fenômeno em escalas diferentes e observá-las, esse método é chamado é chamado de cross-scaling.

### Autocorrelação espacial

Arranjos metapo-pulacionais são um dos objetos de estudo em ecologia espacial.

A autocorrelação espacial ocorre quando as variáveis ecológicas flutuam sincronizadamente dentro de grandes áreas geográficas. Quase todas as grandes hipóteses para um padrão espacial específico ou uma análise de seleção sexual em uma área depende de uma análise hipotética espaço-temporal na distribuição de comida, recursos ou algum outro parâmetro. Os padrões de população mudam no tempo e espaço e estes determinam a relevância direta da dinâmica de metapopulações e as bases de biologia da conservação.
Existem diversos métodos de medir a autocorrelação espacial de eventos, a mais antiga sendo o Teste de Mantel que analisa a relação geral de distância e similaridade entre duas áreas utilizando a comparação de matrizes, uma sendo a matriz da distância, que consiste na distância par a par entre todos os locais observados e a matriz da correlação, que consiste na similaridade entre todos os valores anuais obtidos entre os pares de locais.
Existem diversos problemas em adquirir essa quantidade de informação para a análise de padrões espaciais. Mesmo análises de apenas uma população requerem estudos de longo prazo para os quais a manutenção e obtenção de financiamentos é difícil, por isso grande parte dos estudos de autocorrelação espacial são feitos por grandes grupos ou utilizando dados secundários comuns advindos de monitoramento a longo prazo
- A autocorrelação espacial verdadeira ou inerente surge entre indivíduos localizados proximamente. É um processo interno e resulta em indivíduos adjacentes espacialmente, um exemplo seria seleção reprodutiva[11]
- Autocorrelação espacial induzida surge pela resposta da espécie à fatores externos que estão correlacionados espacialmente, como a habitação de mamíferos em regiões frias, retenção de calor, e habilidade de acúmulo de alimento.[11]

### Padrões

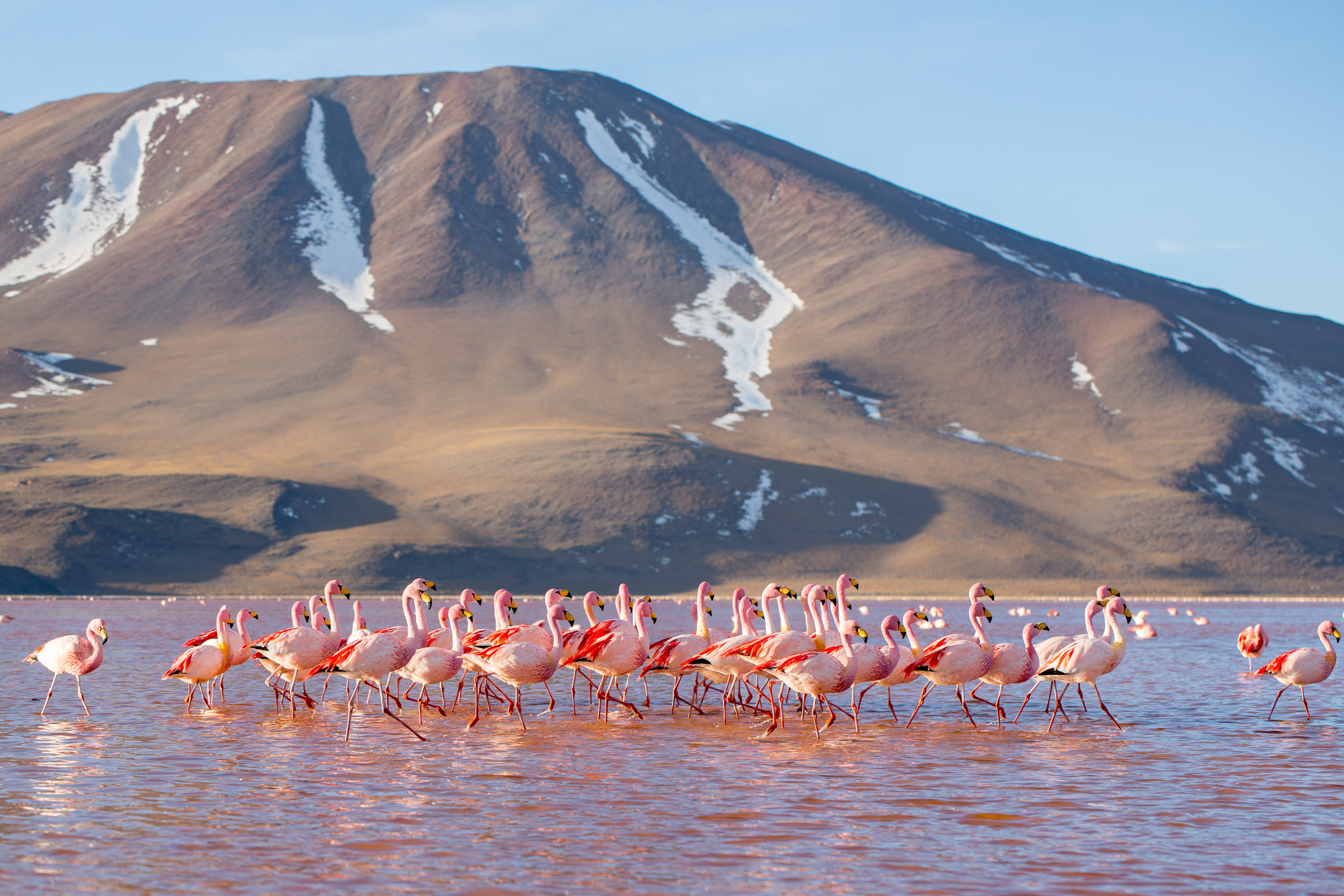
Diversos organismos, como flamingos, apresentam distribuição agregada.

Determinam os padrões de distribuição de indivíduos ou populações em uma área de origem, vários fatores influenciam nesta distribuição como disponibilidade de recursos, predadores e parceiros sexuais em potencial.  Esses padrões podem ser classificados como agregados, aleatórios ou uniformes. Para se medir de qual padrão uma população se aproxima é utilizado um método que relaciona a razão entre a variância e a média estimada de uma população de indivíduos. Se o resultado foi maior do que 1, este padrão é agregado; se é igual a 1, é aleatório; se é menor que 1 é uniforme. 
Mesmo com a possibilidade de competição intraespecífica a vida agregada de indivíduos ela traz diversos benefícios como proteção contra predadores, facilidade na caça ou procura de alimento e facilidade na reprodução, isso ocorre com flamingos, zebras, cardumes de peixes e outros animais.

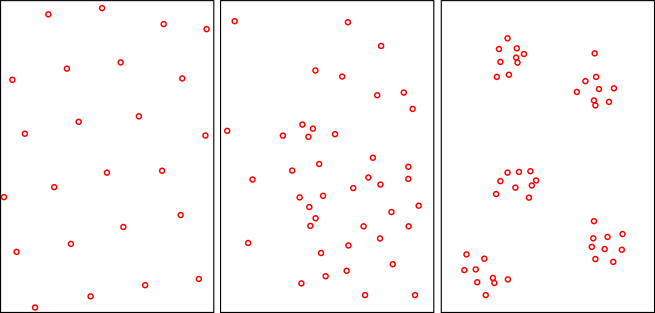
Os organismos podem se distribuir em padrões uniformes (esquerda), aleatórios (centro) ou agregados (direita).

### Movimentos

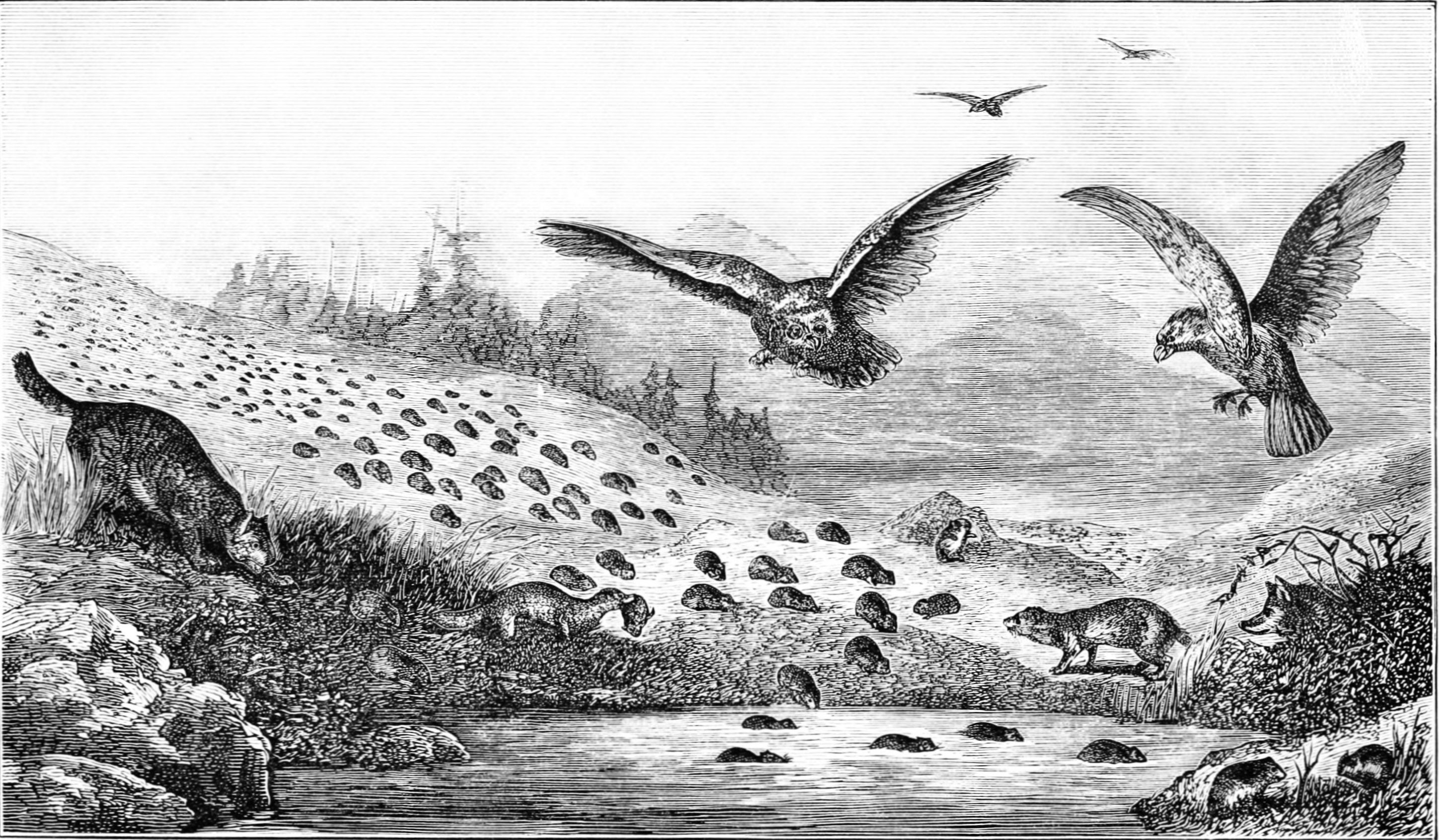
Os lêmingues são animais de tundra conhecidos pelas suas migrações em massa. O mito de que cometeriam suicídio em penhascos vem do filme-documentário White Wilderness.

A movimentação dos indivíduos afeta diretamente a análise espacial de uma população. Organismos se movem devido a mudanças de temperatura, em busca de parceiros reprodutivos e de recursos para sua sobrevivência.
- Migração: Ocorre por duração sazonal em médio/longo prazo, migração de pássaros no inverno para climas mais quentes. Podendo ser tanto emigração, que é a saída de indivíduos de determinado habitat e imigração que é a entrada de outros indivíduos no local.
- Forrageio: Ocorre ocasionalmente em curto/médio prazo, os ursos-pardo a procura de alimento.
- Nomadismo: Movimento definitivo, ocorre por mudanças ambientais permanentes ou semipermanentes.[14]

### Território

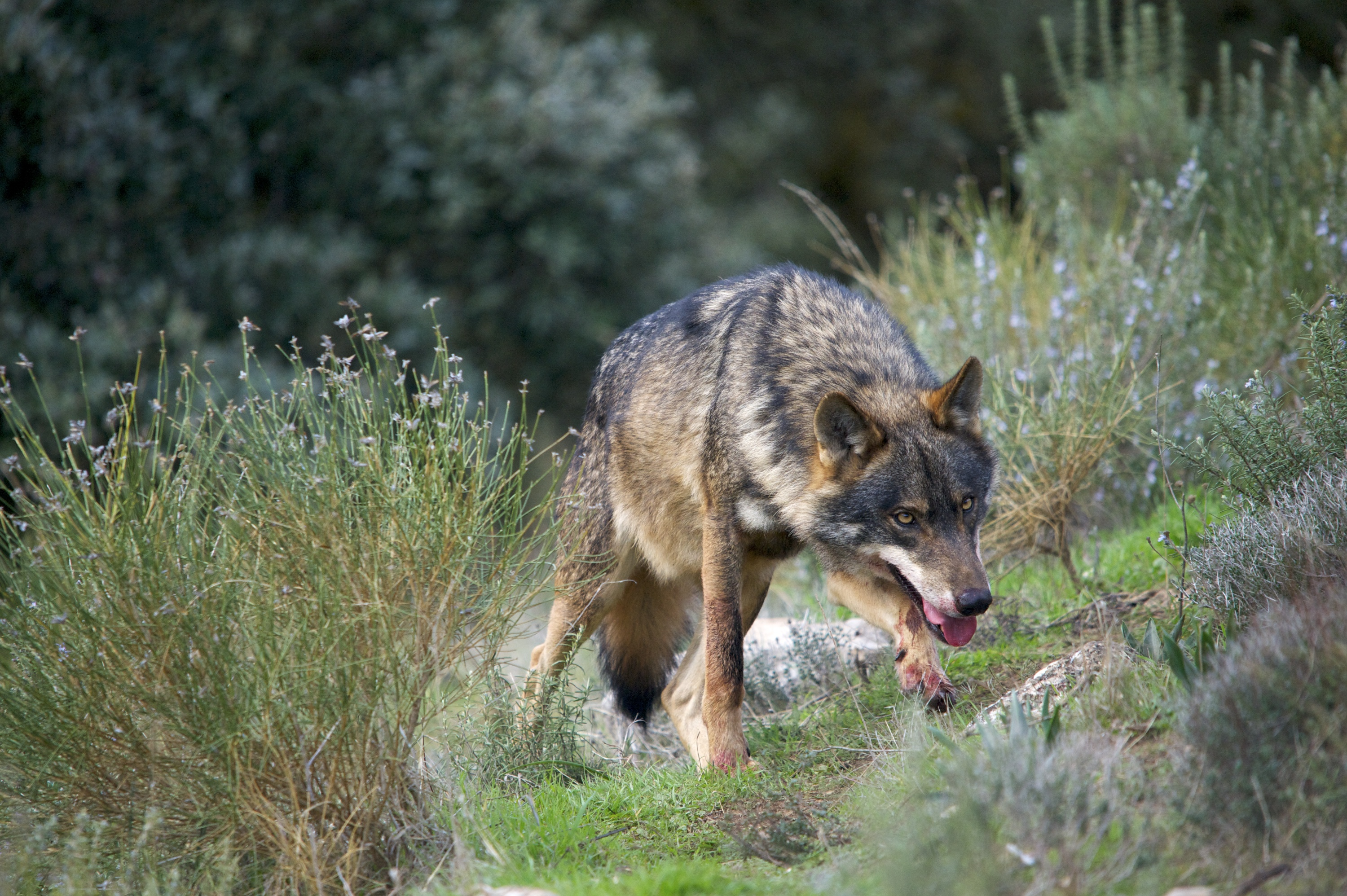
Animais como o lobo-ibérico são altamente territoriais. A maioria dos lobos defende territórios em grupo.

Em ecologia, território compreende uma área geográfica que um animal em particular defende contra outros de mesma espécie. Animais que defendem ativamente um território usam marcações que delimitam sua área, como compostos contidos na urina ou marcas em árvores. Isso implica gasto energético, que pode ser bastante alto a depender das características do território. O benefício lógico é a exclusividade no uso de recursos. A defensabilidade de um território depende do benefício que este traz para o animal e o tamanho da área a ser defendida. O valor ótimo é o resultado do benefício máximo obtido em função do menor custo de defesa proporcional.

## Dados
O avanço das ferramentas e tecnologias de obtenção e processamento de informações têm permitido à ecologia, especialmente a partir da final da década de 1990, trabalhar com grandes volumes de dados. Isso tem levado à possibilidade de se obter resultados mais refinados e precisos. Ao mesmo tempo, tem contribuído para o estabelecimento de centros de pesquisas dedicados exclusivamente ao processamento de dados. Com a disseminação do acesso de rápida velocidade à internet, esse trabalho pode ser realizado remotamente e de maneira sincrônica. Isso tem permitido uma melhor integração entre grupos de pesquisa em diversas partes do mundo. Do ponto de vista de formação de conhecimento científico isso representa um grande avanço. No mesmo sentido, a geração de conhecimento de qualidade, permite subsidiar programas e projetos de conservação da biodiversidade de maneira mais robusta, favorecendo iniciativas dessa natureza.

### Biotelemetria
A biotelemetria é a detecção ou medida das funções fisiológicas animais ou humanas a distância, utilizando um telêmetro, um dispositivo de precisão para a medida de distância em tempos reais. O uso de telêmetros em ecologia espacial é bastante disseminado para medir deslocamentos, como no caso de aves migratórias. Os telêmetros podem ser acoplados externamente ou implantados sem causar muito estresse ao animal, sendo capazes de medir uma ampla gama de variáveis, como batimentos cardíacos, taxa de respiração e, até mesmo, a frequência do bater de asas em pássaros. Pode ser utilizada em mamíferos, aves, peixes e invertebrados.

### SIG
Os SIGs (sistemas de informações geográficas) são sistemas computacionais integrados que permitem coletar, processar, analisar, manipular e gerenciar dados espaciais e geográficos georreferenciados. Esses sistemas em geral trabalham a partir de grandes bancos de dados, cujos sistemas de gerenciamento (SGBD – Sistema Gerenciador de Bancos de Dados) estão integrados ou são suportados pelos SIGs. Esses bancos de dados podem congregar dados de diferentes naturezas, não apenas geoespaciais, o que confere grande capacidade de análise a esses sistemas. Atualmente, seu uso dentro da ecologia espacial está bastante disseminado e permite monitoramento, mapeamento e delimitação de áreas para fins de pesquisa, conservação e levantamentos de flora e fauna

#### QGIS
QGIS é um sistema SIG desktop livre e de código aberto utilizado na manipulação e análise de dados georrefenciados. Tem a capacidade de processar dados raster e vetoriais. Possui integração com Python para criação de scripts e plugins.

#### GRASS
GRASS ou Geographic Resources Analysis Support System é uma suíte SIG open-access utilizado para análise geoespacial de data, processamento de imagens, gráficos e produção de mapas, modelamento espacial e visualização.

#### ArcGIS
ArcGIS é um sistema SIG pago de mapeamento online, baseado em bancos de dados em nuvem, para criação, visualização, modificação de mapas, o programa conta com um banco de dados histórico e recente de certas áreas do planeta .

### Big data
Big data genericamente se refere aos enormes volumes de dados gerados a partir de fontes diversas cujas ferramentas usuais de análise de dados não conseguem processar de maneira adequada. Informações como informações de habitat, valores de altitude e fotografias de satélite podem ser exemplos de big data. Na ecologia, o big data está relacionado a um esforço conjunto de ecólogos para contribuir e analisar dados, procurando chegar à solução de questões ecológicas importantes. O estudo de ecologia espacial necessita de um volume elevado de dados para produzir resultados ótimos, assim o compartilhamento de informações e a formação de bancos de dados contribui significativamente para a produção de conhecimento nos próximos anos.

## Ecologia espacial e conservação

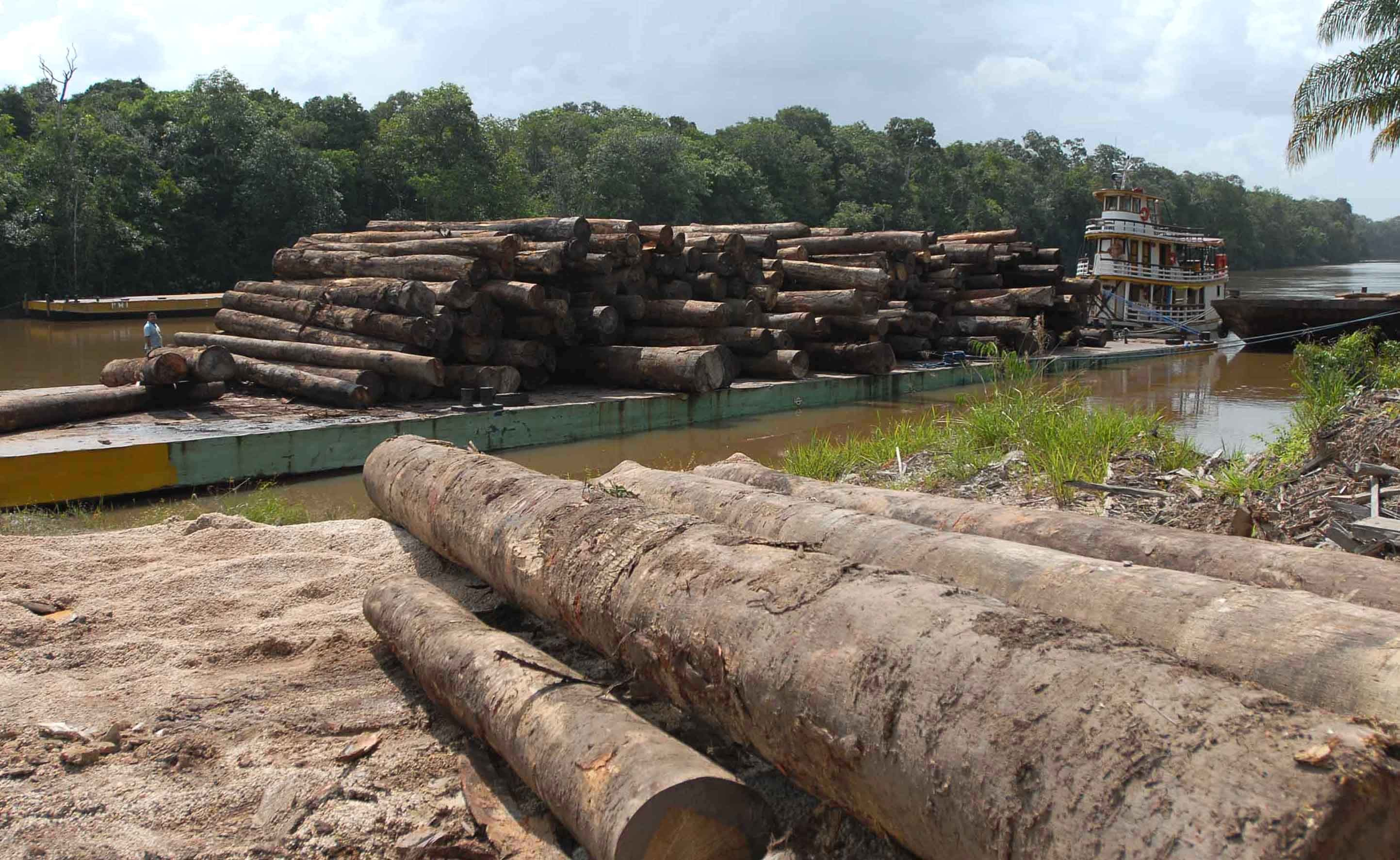
O desmatamento é uma das principais pressões antrópicas sobre os ambientes naturais, contribuindo sobremaneira para a perda e a fragmentação de habitats.

A perda e fragmentação de habitats é o processo pelo qual uma área de habitat é reduzida em tamanho e dividida em dois ou mais fragmentos separados por um entorno ou uma matriz de habitats diferentes do original . 
A perda de fragmentos desses habitats pode afetar as taxas de crescimento populacional, alterar as interações entre as espécies, diminuir os sucessos de dispersão e reprodução, resultando assim em populações com baixa taxa de variabilidade genética. Muitas interações de espécies são alteradas por essas perdas de habitat como nos exemplos abaixo. Esse processo constitui uma ameaça para a diversidade biológica. Entender suas consequências para a persistência de populações de animais nativos é um dos atuais desafios da biologia da conservação. Análises com metadados já constataram a redução da viabilidade de quase 30% das populações de aves em áreas com fragmentação de habitat. Estudos semelhantes com arraias demonstraram o alto grau de sensibilidade ao isolamento numa espécie migratória, podendo levar à sua extinção se não forem adotadas medidas de conservação. 
A conectividade,  grau no qual uma paisagem irá dificultar ou restringir o movimento dos fragmentos e determinar seu isolamento ou não  é um elemento vital para a persistência das espécies. A relação entre os fragmentos é essencial, uma vez que os organismos podem transitar entre eles usando uma matriz e formar uma metapopulação. A teoria dos grafos é uma das ferramentas utilizadas para modelar os movimentos potenciais entre fragmentos . A partir de dados georreferenciados, os nodos, emerge o grafo, um conjunto de nodos ou vértices conectados em si e representados em um diagrama. Isso ajudaria a constituir uma representação da paisagem onde se inserem esses fragmentos, permitindo compreender sua dinâmica e propor estratégias de conservação e recuperação mais adequadas e eficientes.

## Aplicações
Análises dos padrões de dispersão espacial auxiliam os estudos sobre o manejo de espécies selvagens e invasoras, além da ecologia de populações, doenças emergentes, marinha e do fogo. Os conceitos de ecologia espacial são fundamentais para o entendimento da dinâmica espacial de populações e comunidades. A distribuição dos organismos é fundamental para teorias ecológicas de sucessão, adaptação, competição, interação predador-presa, parasitismo e epidêmicas. O campo emergente de ecologia de paisagens é baseado em aspectos da ecologia espacial. Na prática, os conceitos de ecologia espacial são essenciais para a compreensão das consequências da fragmentação e perda de habitat da vida selvagem. O entendimento da resposta das espécies à estrutura espacial, proporciona informações úteis para questões de conservação de biodiversidade e restauração de habitat..